# Gran Premio di superbike di Salt Lake City 2011
Il Gran Premio di superbike degli Stati Uniti d'America 2011 è la quinta prova del mondiale superbike 2011. Ha registrato le vittorie di Carlos Checa in entrambe le gare. Il weekend di gara si è svolto da sabato 28 a lunedì 30 maggio, giorno in cui negli Stati Uniti si è tenuto il Memorial Day.

## Superbike

### Gara 1[2]

#### Arrivati al traguardo
| Pos. | Nº  | Pilota           | Squadra                  | Motocicletta         | Giri | Tempo     | Griglia | Punti |
| ---- | --- | ---------------- | ------------------------ | -------------------- | ---- | --------- | ------- | ----- |
| 1º   | 7   | Carlos Checa     | Althea Racing            | Ducati 1098R         | 21   | 38:46.915 | 1º      | 25    |
| 2º   | 96  | Jakub Smrž       | Effenbert-Liberty Racing | Ducati 1098R         | 21   | +2.766    | 2º      | 20    |
| 3º   | 50  | Sylvain Guintoli | Effenbert-Liberty Racing | Ducati 1098R         | 21   | +4.093    | 5º      | 16    |
| 4º   | 2   | Leon Camier      | Aprilia Alitalia Racing  | Aprilia RSV4 Factory | 21   | +8.885    | 11º     | 13    |
| 5º   | 58  | Eugene Laverty   | Yamaha World Superbike   | Yamaha YZF R1        | 21   | +15.718   | 4º      | 11    |
| 6º   | 66  | Tom Sykes        | Kawasaki Racing          | Kawasaki ZX-10R      | 21   | +20.477   | 10º     | 10    |
| 7º   | 86  | Ayrton Badovini  | BMW Motorrad Italia      | BMW S1000 RR         | 21   | +22.170   | 8º      | 9     |
| 8º   | 91  | Leon Haslam      | BMW Motorrad Motorsport  | BMW S1000 RR         | 21   | +22.267   | 12º     | 8     |
| 9º   | 41  | Noriyuki Haga    | PATA Racing Team Aprilia | Aprilia RSV4 Factory | 21   | +24.087   | 9º      | 7     |
| 10º  | 33  | Marco Melandri   | Yamaha World Superbike   | Yamaha YZF R1        | 21   | +27.150   | 3º      | 6     |
| 11º  | 121 | Maxime Berger    | Supersonic Racing        | Ducati 1098R         | 21   | +29.422   | 20º     | 5     |
| 12º  | 12  | Joshua Waters    | Yoshimura Suzuki Racing  | Suzuki GSX-R1000     | 21   | +33.428   | 16º     | 4     |
| 13º  | 11  | Troy Corser      | BMW Motorrad Motorsport  | BMW S1000 RR         | 21   | +36.573   | 6º      | 3     |
| 14º  | 17  | Joan Lascorz     | Kawasaki Racing          | Kawasaki ZX-10R      | 21   | +1:05.369 | 17º     | 2     |
| 15º  | 52  | James Toseland   | BMW Motorrad Italia      | BMW S1000 RR         | 21   | +1:14.382 | 18º     | 1     |
| 16º  | 8   | Mark Aitchison   | Team Pedercini           | Kawasaki ZX-10R      | 21   | +1:14.736 | 19º     |       |
| 17º  | 44  | Roberto Rolfo    | Team Pedercini           | Kawasaki ZX-10R      | 19   | +2 giri   | 21º     |       |

#### Ritirati
| Nº  | Pilota          | Squadra                 | Motocicletta         | Giri | Griglia |
| --- | --------------- | ----------------------- | -------------------- | ---- | ------- |
| 84  | Michel Fabrizio | Suzuki Alstare          | Suzuki GSX-R1000     | 3    | 15º     |
| 111 | Rubén Xaus      | Castrol Honda           | Honda CBR1000RR      | 3    | 14º     |
| 4   | Jonathan Rea    | Castrol Honda           | Honda CBR1000RR      | 0    | 13º     |
| 1   | Max Biaggi      | Aprilia Alitalia Racing | Aprilia RSV4 Factory | 0    | 7º      |

### Gara 2[3]

#### Arrivati al traguardo
| Pos. | Nº  | Pilota           | Squadra                  | Motocicletta         | Giri | Tempo     | Griglia | Punti |
| ---- | --- | ---------------- | ------------------------ | -------------------- | ---- | --------- | ------- | ----- |
| 1º   | 7   | Carlos Checa     | Althea Racing            | Ducati 1098R         | 21   | 38:22.082 | 1º      | 25    |
| 2º   | 2   | Leon Camier      | Aprilia Alitalia Racing  | Aprilia RSV4 Factory | 21   | +7.194    | 11º     | 20    |
| 3º   | 1   | Max Biaggi       | Aprilia Alitalia Racing  | Aprilia RSV4 Factory | 21   | +8.734    | 7º      | 16    |
| 4º   | 58  | Eugene Laverty   | Yamaha World Superbike   | Yamaha YZF R1        | 21   | +14.214   | 4º      | 13    |
| 5º   | 84  | Michel Fabrizio  | Suzuki Alstare           | Suzuki GSX-R1000     | 21   | +14.750   | 15º     | 11    |
| 6º   | 33  | Marco Melandri   | Yamaha World Superbike   | Yamaha YZF R1        | 21   | +21.634   | 3º      | 10    |
| 7º   | 50  | Sylvain Guintoli | Effenbert-Liberty Racing | Ducati 1098R         | 21   | +24.079   | 5º      | 9     |
| 8º   | 96  | Jakub Smrž       | Effenbert-Liberty Racing | Ducati 1098R         | 21   | +25.688   | 2º      | 8     |
| 9º   | 86  | Ayrton Badovini  | BMW Motorrad Italia      | BMW S1000 RR         | 21   | +29.621   | 8º      | 7     |
| 10º  | 66  | Tom Sykes        | Kawasaki Racing          | Kawasaki ZX-10R      | 21   | +30.681   | 10º     | 6     |
| 11º  | 4   | Jonathan Rea     | Castrol Honda            | Honda CBR1000RR      | 21   | +31.033   | 13º     | 5     |
| 12º  | 17  | Joan Lascorz     | Kawasaki Racing          | Kawasaki ZX-10R      | 21   | +37.063   | 17º     | 4     |
| 13º  | 91  | Leon Haslam      | BMW Motorrad Motorsport  | BMW S1000 RR         | 21   | +37.455   | 12º     | 3     |
| 14º  | 121 | Maxime Berger    | Supersonic Racing        | Ducati 1098R         | 21   | +40.509   | 19º     | 2     |
| 15º  | 12  | Joshua Waters    | Yoshimura Suzuki Racing  | Suzuki GSX-R1000     | 21   | +40.894   | 16º     | 1     |
| 16º  | 44  | Roberto Rolfo    | Team Pedercini           | Kawasaki ZX-10R      | 21   | +48.989   | 20º     |       |
| 17º  | 8   | Mark Aitchison   | Team Pedercini           | Kawasaki ZX-10R      | 21   | +52.388   | 9º      |       |
| 18º  | 111 | Rubén Xaus       | Castrol Honda            | Honda CBR1000RR      | 21   | +1:18.485 | 14º     |       |

#### Ritirati
| Nº | Pilota        | Squadra                  | Motocicletta         | Giri | Griglia |
| -- | ------------- | ------------------------ | -------------------- | ---- | ------- |
| 41 | Noriyuki Haga | PATA Racing Team Aprilia | Aprilia RSV4 Factory | 2    | 9º      |
| 11 | Troy Corser   | BMW Motorrad Motorsport  | BMW S1000 RR         | 2    | 6º      |

#### Non partito
| Nº | Pilota         | Squadra             | Motocicletta |
| -- | -------------- | ------------------- | ------------ |
| 52 | James Toseland | BMW Motorrad Italia | BMW S1000 RR |